# Plebiscito de independencia de Chile de 1817
El plebiscito de independencia de 1817 fue una consulta popular realizada en Chile en noviembre de dicho año, por el cual se aprobó el Acta de Independencia de ese país latinoamericano.

## Convocatoria
El 13 de noviembre de 1817, la Junta Suprema Delegada que ejercía el poder en Santiago, en ausencia de Bernardo O'Higgins, que se encontraba dirigiendo las operaciones militares en el sur del país, expidió un decreto ordenando que, en los cuatro cuarteles en que se dividía administrativamente la ciudad de Santiago, se abriesen registros durante quince días, en uno de los cuales podrían firmar los ciudadanos que estuviesen a favor de la declaración de independencia y en otro los de opinión contraria. En las demás ciudades y villas se debía seguir el mismo procedimiento. 

Si están cortadas las relaciones de este estado con la antigua metrópoli, si están rotas las ignominiosas cadenas que nos sujetan a ella, y si, para decirlo de una vez, está declarada de hecho por el voto general la independencia política de este estado, parece infundado diferir esta solemne declaración, sin la cual nuestros sacrificios no tendrán el carácter de esfuerzos hechos por hombres libres, y acaso serán confundidos con las pretensiones en que suelen entrar los esclavos para arrancar un partido ventajoso a sus amos. Sin esta declaración, no ocuparemos el rango debido en el cuadro de las naciones, no obtendremos de ellas la protección a que es acreedora la justicia de nuestra causa
Preámbulo del decreto de 13 de noviembre de 1817

El decreto de convocatoria estaba contenido en un bando impreso, que se envió a las autoridades de gobierno interior y llevaba las firmas de los miembros de la Junta Delegada: Luis de la Cruz, Francisco Antonio Pérez y José Manuel Astorga, y la del ministro de Gobierno Miguel Zañartu. El 15 de noviembre Zañartu firmó una circular impresa y que estaba dirigida a los mismos destinatarios, instruyendo que el bando debía ser publicado «con la mayor celeridad».

## Resultados y reacciones
El resultado de la consulta convocada fue favorable a los deseos de O'Higgins. El nuevo orden de cosas contaba con la adhesión de la mayoría de los chilenos y los que aún no lo aceptaban temieron que sus votos negativos les atrajeren persecuciones sobre sus personas o bienes. Así, en Santiago y las localidades aledañas, los registros de los favorables a la inmediata independencia se llenaban de firmas, mientras los que debían contener los votos negativos quedaron vacíos. Sin embargo, en la provincia de Concepción no se pudo completar la consulta y sólo se efectuó en pequeña parte, como lo informó O'Higgins, el 23 de diciembre de 1817, desde su campamento frente a Talcahuano: «[...] habían empezado a remitir algunos partidos las suscripciones [...] pero las ocurrencias ulteriores en la provincia y la medida últimamente adoptada de hacer emigrar de ella a todos sus habitantes, no permiten esta operación».
Durante el mes de diciembre, al comprobarse los resultados, el gobierno inició los preparativos para realizar una solemne declaración de independencia. Este hecho coincidió, además, con las noticias sobre el próximo arribo de una nueva expedición realista, destinada a reconquistar el territorio chileno, al mando del brigadier español Mariano Osorio.